# NGC 2818
NGC 2818 ist ein planetarischer Nebel im Sternbild Pyxis. Er hat einen Durchmesser von 1,4 Bogenminuten und eine scheinbare Helligkeit von 12,5 mag. In gleicher Sichtlinie liegt ein offener Sternhaufen (NGC 2818A).
NGC 2818 wurde am 28. Mai 1826 vom schottischen Astronomen James Dunlop entdeckt.